# Севастьянов, Всеволод Николаевич
Все́волод Никола́евич Севастья́нов (род. 10 марта 1938 года, Красноярск, РСФСР) — советский и российский государственный и политический деятель, организатор науки и высшего образования. Почётный работник высшего профессионального образования Российской Федерации.

## Биография
Родился 10 апреля 1938 года в Красноярске.
Учился в красноярской школе № 33, после окончания которой поступил в Сибирский технологический институт.
Трудовую деятельность начал в 1960 году, став заведующим военно-спортивным отделом краевого комитета ВЛКСМ. Оставался в этой должности до 1965 года, а в 1963—1965 годах одновременно являлся секретарём комитета Сибирского технологического института.
В 1965 году стал преподавателем Сибирского технологического института. В 1971—1976 годах был секретарём парткома института.
В 1976—1980 годах — ректор завода-втуза Красноярского политехнического института (ныне — СибГУ им. М. Ф. Решетнёва). После этого был переведён в краевой комитет КПСС, где до 1985 года занимал должность заведующего отделом науки и учебных заведений.
Начиная с 1981 года регулярно избирался в представительные органы Красноярского края, в том числе — в краевой Совет народных депутатов. Был председателем комиссии по плану, бюджету, экономическим реформам и внешнеэкономическим связям.
В 1985—1990 годах — ректор Сибирского технологического института.
В августе 1990 года был избран председателем Совета народных депутатов Красноярского края, сменив в должности Олега Шенина. На этом посту стал фактическим руководителем края, активно способствовал проведению рыночных преобразований в экономике. Во время выступления ГКЧП занял осторожную и выжидательную позицию, призывал к неукоснительному исполнению закона. 26 августа 1991 года, вскоре после путча ушёл в отставку, но остался депутатом.
Начиная с 1994 года пять раз подряд избирался депутатом Законодательного собрания Красноярского края от КПРФ. В 1998 году был выдвинут кандидатом на пост председателя Заксобрания, однако уступил это место Александру Уссу. В качестве депутата краевого парламента входил в состав комитетов по экономической политике, природным ресурсам и экологии.